# کانورسیشن
کانورسیشن (به انگلیسی: Konversation) یک کلاینت آی‌آرسی برای میزکار کی‌دی‌ئی است. این برنامه یک نرم‌افزار آزاد است و تحت پروانه جی‌پی‌ال منتشر می‌شود. این برنامه در حال حاضر توسط KDE Extragear نگهداری می‌شود و دارای سیکل انتشار مخصوص به خودش است که از کی‌دی‌ئی مستقل است. این برنامه در بسیاری از توزیع‌های لینوکس به صورت پیشفرض وجود دارد که از جمله آیت توزیع‌ها می‌توان به اوپن‌زوزه اشاره کرد. از جمله قابلیت‌های این برنامه می‌توان به موارد زیر اشاره کرد:
- پشتیبانی از IPv6
- پشتیبانی از SSL
- پشتیبانی از الگوریتم رمزنگاری بلوفیش
- نمایش چندین سرور و کانال در یک پنجره
- تشخیص خودکار یوتی‌اف-۸
- پشتیبانی از انکودینگ‌های مختلف در کانال‌های مختلف
- قابلیت نمایش پیام‌های آگاه‌سازی به صورت OSD
- بوکمارک کردن سرورها و کانال‌ها
- پشتیبانی از اسکریپت‌ها
- و …